# Transe mediúnico
Transe mediúnico, é um estado alterado de consciência, um tipo de transe presente em religiões como o Espiritismo, a Umbanda, o Candomblé, religiões tradicionais indígenas, Animismo,  Xamanismo, entre outras, onde há a incorporação de espíritos. É objeto de estudo da Parapsicologia.
Segundo o médico psiquiatra Dr. Jorge Ândrea dos Santos - "O transe mediúnico, por ser condição fisiológica e absolutamente hígida, ou seja, saudável, necessita de avaliações e apreciações cuidadosas, a fim de não ser confundido com outros setores, principalmente o patológico, aliás o que já deu margem a intensos desencontros".

## Estudo médico
O transe mediúnico é fonte de profundos estudos desde os tempos mais remotos, mas a partir do século XIX muitos pesquisadores da área médica se envolveram com o termo fenomenologia, que surgiu a partir das análises de Franz Brentano sobre a intencionalidade da consciência humana. Filósofos como Edmund Husserl, Martin Heidegger, Jean-Paul Sartre e Maurice Merleau-Ponty fizeram parte dessas pesquisas.
Na psicologia e psiquiatria estudado por Sigmund Freud com a psicanálise através dos estudos sobre a histeria, Carl G. Jung e outros o seguiram, Karl Jaspers com a psicopatologia. E a parapsicologia o estudo de alegações de origem supostamente sobrenatural e associados à experiência humana.
O pioneiro nos estudos das crenças religiosas dos afrodescendentes no Brasil Nina Rodrigues legista e psiquiatra, fez um estudo sobre possessão e histeria nas religiões afro-brasileiras.
Ainda durante a década de 2010, prosseguem estudos científicos sobre a natureza do transe mediúnico.

## Estudo do espiritismo
- Allan Kardec, que foi o codificador da Doutrina Espírita e escreveu inúmeros livros que descrevem o transe mediúnico voluntário da mediunidade ou involuntário como os casos de obsessão.

## Estudo esotérico
- Helena Blavatsky, foi a responsável pela sistematização da moderna Teosofia, e foi uma das fundadoras da Sociedade Teosófica escreveu diversos livros citando trechos de outros que ela jamais teve acesso.